# Bouss
Bouss, de son vrai nom Naim Mahamat est un artiste musical de rap français d'origine Haïtienne né en Juin 1998 à Colombes dans Les Hauts-de-Seine. Bouss a grandi à Gentilly dans le 94.
Après des premiers singles dès 2020, c'est en 2023 que son titre Mirage devient un phénomène viral sur TikTok.
Prolifique, l'artiste enchaîne en 2024 la sortie de son premier projet Depuis le temps puis, la même année, son premier album Et si j'échoue ??⁸.

## Depuis le temps (2024)
Le 1er mai 2024, la première partie du projet Depuis le temps est disponible avec 17 chansons le composant.
Le 21 juin 2024, une deuxième partie intitulée Depuis le temps (Part. 2) est disponible avec 8 chansons supplémentaires, 25 au total.
Le 24 juillet 2024, une troisième et dernière partie intitulée Depuis le temps (Pour la miff) est disponible avec 9 chansons supplémentaires, 34 au total.
Le 19 décembre 2024, le SNEP certifie le projet Depuis le temps disque de platine pour plus de 100 000 exemplaires vendus en France, 7 mois après sa sortie.

## Et si j'échoue? (2024)
Le 22 novembre 2024, le premier album de Bouss intitulé Et si j'échoue ?? sort sur les plateforme de streaming et en format CD dans les magasins.

## Médias
La semaine du 25 novembre 2024, pour la sortie de son album Et si j'échoue ?? la radio Skyrock consacre son émission Planète Rap à Bouss.